# Museo d'arte della città di Ravenna
Il MAR - Museo d'arte della città di Ravenna si trova all'interno del complesso monumentale della Loggetta Lombardesca e dal 2002 è istituzione del Comune di Ravenna.

## Storia
Il nucleo più antico delle raccolte museali va ricondotto al collezionismo erudito dei monaci camaldolesi di Classe, in particolare per opera di Pietro Canneti. Con la soppressione degli ordini religiosi, i numerosi oggetti di interesse artistico, antiquario e naturalistico del monastero di Classe passarono in proprietà del Comune, che nel 1804 fondò il Museo Classense Municipale. Per tutto l'Ottocento ed anche tutto il Novecento Ravenna non ebbe altri musei. L'Accademia di Belle Arti possedeva una propria Galleria, mentre le opere d'arte sacra erano catalogate e conservate nel Museo arcivescovile.
Nel 1969 venne finalmente deciso che Ravenna poteva dotarsi di un museo d'arte. A partire dal 1970 la Loggetta Lombardesca venne sottoposta ad un progetto di risanamento strutturale per permettere il trasferimento, il riordino e il riallestimento dei quadri della Galleria. Il 9 luglio 1972, dopo un tormentato ventennio fatto di avanzamenti e battute di arresto, il cantiere poté dirsi concluso. L'Accademia di Belle Arti, la Galleria e il Museo di Scienze Naturali vennero trasferiti presso la nuova sede. L'anno successivo la Galleria dell'Accademia, già riordinata da Raffaele De Grada, prese la denominazione di Pinacoteca Comunale.
Dovettero passare ancora molti anni affinché il processo di riordino potesse dirsi concluso. Nel 1999 vennero acquisiti nuovi spazi, per permettere una più ampia risistemazione delle collezioni, recuperando luoghi idonei alle attività espositive.
I primi importanti cicli di mostre vennero inaugurati sotto la guida di Giulio Guberti, già membro della Commissione Comunale per la Pinacoteca e le Arti Visive. Spetterà alla direzione di Bruno Bandini il compito di tradurre in ordinamento museografico il patrimonio acquisito con l'attività espositiva. Sul finire degli anni ottanta infatti le collezioni risultavano fortemente incrementate grazie agli apporti incamerati con le antologiche, rendendo così necessario anche l'aggiornamento dei cataloghi.
Nel 2002 la Pinacoteca Comunale diviene "Museo d'arte della città di Ravenna", istituzione del Comune di Ravenna. Da quell'anno al 2014 si protrae la direzione di Claudio Spadoni.

## L'edificio
Realizzato agli inizi del XVI secolo, il chiostro dell'abbazia della Basilica di Santa Maria in Porto prende il nome dalla Loggia del Giardino, meglio conosciuta come «Loggetta Lombardesca», dalle maestranze campionesi e lombarde che vi lavorarono sotto la direzione di Tullio Lombardo. Malgrado i ripetuti rimaneggiamenti, la canonica rimane per grandiosità l'opera architettonica più maestosa in città, senza pari nell'ambito della coeva tipologia claustrale sul territorio.
Originariamente il complesso era articolato in due corpi comunicanti; sulla strada (via di Roma) si affacciava l'ultima addizione, un corpo trilatero terminato nel 1525. La vita dell'abbazia terminò in epoca napoleonica, con l'incameramento da parte dello stato dei beni confiscati alle corporazioni religiose soppresse. Fu Enrico Pazzi a proporre nel 1877 l'assegnazione dell'ex convento a sede museale per la raccolta delle testimonianze bizantine tardo-antiche. Tuttavia, il progetto venne poi dirottato sul Monastero di Classe. Nel 1882 la canonica venne assegnata al comando di un Corpo d'armata. I lavori per la nuova fabbrica riguardarono principalmente il chiostro affacciato sulla strada che, nel 1885, venne smontato e parzialmente ricomposto nel complesso classense; nel 1934 sarà poi trasferito presso l'attuale Biblioteca Alfredo Oriani. Il quadriportico venne invece risparmiato.
Dell'edificio originario che, dall'età delle soppressioni napoleoniche ha subito più volte riconversioni d'uso, rimane il chiostro dalle proporzioni rinascimentali, l'impianto degli spazi e l'elegante loggia a cinque archi, divenuta simbolo dell'intero complesso. «Tuttavia, solo la facciata adiacente al lato dei giardini pubblici risulta parte della struttura integra originaria. La loggia, in perfetto stile ravennate del XVI secolo, presenta due ordini di colonne con capitelli lombardeschi che sostengono a loro volta gli archi finemente decorati da iscrizioni lombarde e campionesi».
Negli anni 1970 gli edifici furono restaurati in preparazione a una nuova destinazione d'uso. Alcuni ambienti al pian terreno e al piano nobile furono destinati all'Accademia di Belle Arti ed al Museo ornitologico e di Scienze naturali. Questi stessi ambienti vennero resi disponibili per il nuovo museo nel 1999: grazie al loro recupero nel 2002 la Loggetta Lombardesca diventò la sede del Museo d'Arte della città di Ravenna.

## Collezioni permanenti

### La pinacoteca
Il museo conserva un significativo nucleo di più di 300 opere, tra dipinti e sculture, riferibili ad un arco cronologico che va dal XIV al XX secolo, tutte di grande interesse per la documentazione dello scenario artistico locale e non solo. Un'ampia rassegna di tavole di piccolo formato del XIV e del XV secolo, destinate perlopiù alle celle monastiche, testimoniano le relazioni della città con i più importanti centri di produzione, dagli ambienti veneti e padovani, all'ambiente emiliano, più precisamente bolognese e ferrarese, sino a quello toscano e marchigiano. Di questo periodo si conservano le piccole tavole ascrivibili al Maestro del Coro Scrovegni, a Lorenzo Monaco, Taddeo di Bartolo e Antonio Vivarini.
Di grande rilevanza, per la conoscenza delle vicende artistiche che si svilupparono in Romagna nell'età di transizione tra le corti signorili e la dominazione pontificia, è il nucleo di opere databili tra la fine del Quattrocento e la prima metà del Cinquecento, tra cui i dipinti di Baldassarre Carrari, Marco Palmezzano, Nicolò Rondinelli, Francesco e Bernardino Zaganelli, insieme a quelle di Bartolomeo Ramenghi e Luca Longhi con i figli Francesco e Barbara, protagonisti della stagione del raffaellismo in Romagna.
Dello stesso periodo opere che documentano i mai esauriti rapporti col Veneto, tra cui quelle a firma di Bartolomeo Montagna, Marco Bello, Luca Antonio Busati, Cima da Conegliano, Pietro degli Ingannati, Francesco Rizzo da Santacroce e il suo ambito, Paris Bordon. L'opera divenuta simbolo del patrimonio museale è invece la Lastra sepolcrale di Guidarello Guidarelli, realizzata da Tullio Lombardo nel 1525, e resa celebre soprattutto dalla letteratura dannunziana che ne ha fatto una leggenda.
Una pagina fondamentale per lo sviluppo del linguaggio artistico in Romagna nell'Età della Maniera è il Compianto su Cristo deposto dalla Croce di Giorgio Vasari, datato 1548 ed eseguito su commissione dei monaci di Classe per la chiesa di San Romualdo.
Il grande dipinto di Guercino  raffigurante San Romualdo venne anch'esso commissionato dai monaci di Classe, fra i committenti più importanti della città.
Tra le opere databili tra XVII e XVIII secolo quelle di Carlo Cignani e Luigi Crespi.

Un nuovo slancio nelle acquisizioni, attraverso le diverse forme del deposito, del lascito testamentario, della donazione e dell'acquisto, si registra nel corso dell'Ottocento con l'apporto di dipinti di destinazione privata. 

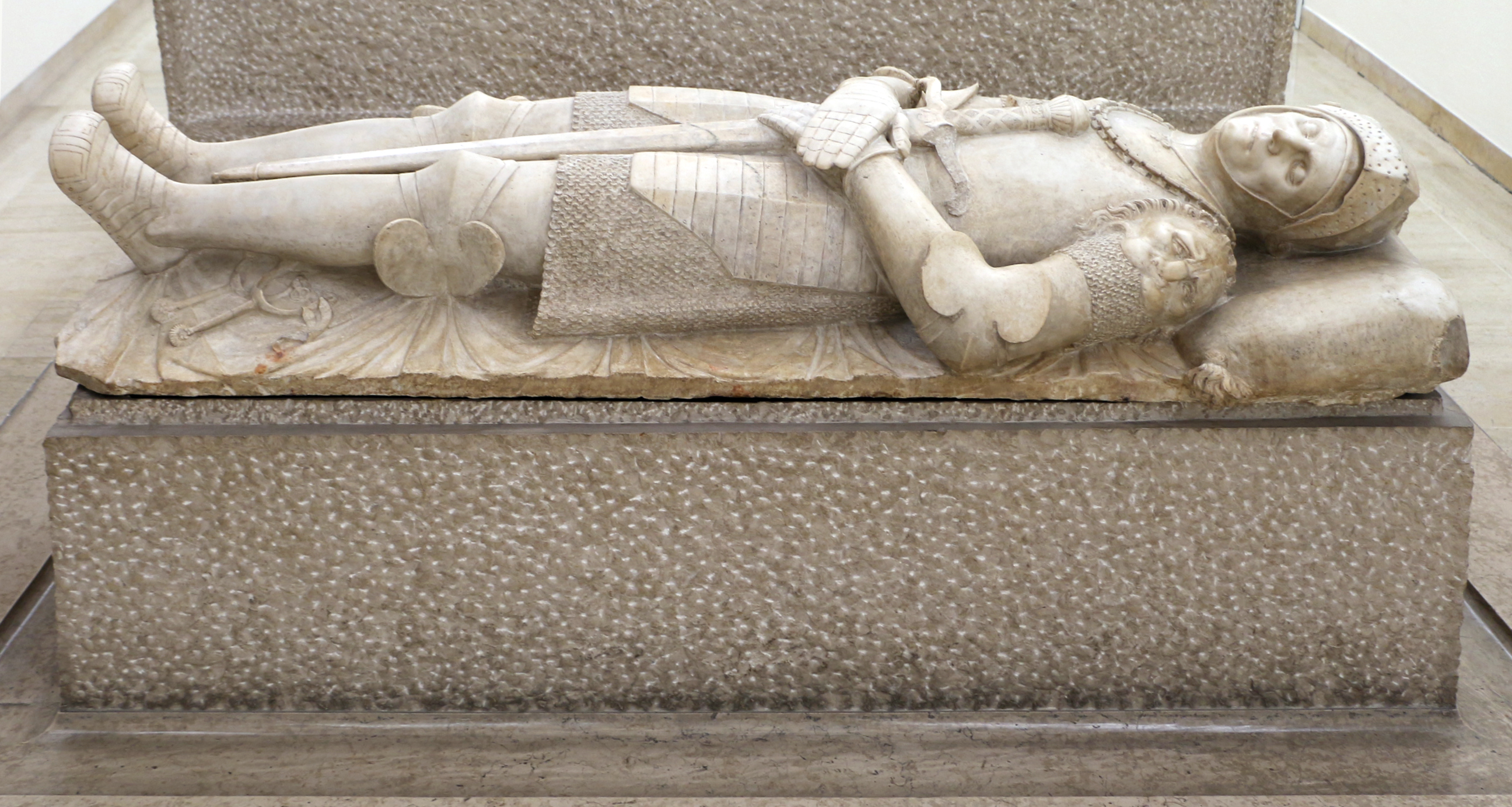
Tullio Lombardo
La lastra sepolcrale di Guidarello Guidarelli conservata nella pinacoteca di Ravenna

Le collezioni si sono poi arricchite di altre opere a partire dagli anni ottanta del '900, molte delle quali provenienti dall'attività espositiva museale dedicata all'arte contemporanea. "Tra le opere acquisite quelle che vanno dal paesaggio neoclassico di Giambattista Bassi al purismo toscano di Antonio Ciseri, fino alle testimonianze già simboliste di Vittorio Guaccimanni e di Domenico Baccarini. Centrale, nella raccolta contemporanea, un nudo femminile di Gustav Klimt. Il secondo Novecento è documentato da un nucleo di opere di area informale, cui fanno seguito alcuni nomi di spicco della pop art romana come Mario Schifano e Tano Festa, per proseguire con i protagonisti della corrente astrattista e di orientamento analitico come Luigi Veronesi, Alighiero Boetti, Claudio Olivieri, Enrico Castellani, Giorgio Griffa, fino a Aldo Mondino e Maurizio Cattelan".

### La collezione dei mosaici contemporanei
Fra le opere musive esposte al museo il nucleo più significativo è composto da una serie di 20 mosaici, corredati dai rispettivi cartoni preparatori, realizzati per la Mostra di mosaici moderni, inaugurata a Ravenna il 7 giugno 1959. All'iniziativa aderirono alcuni dei protagonisti della scena artistica internazionale, tra gli altri Marc Chagall e Georges Mathieu, Renato Guttuso, Afro e Mirko Basaldella, Corrado Cagli, Giuseppe Capogrossi, Bruno Saetti, Renato Birolli, Giuseppe Santomaso, Emilio Vedova, Mattia Moreni, Antonio Corpora, Mario De Luigi e Massimo Campigli. I cartoni pittorici furono tradotti in mosaico dal Gruppo Mosaicisti, attivo a Ravenna a partire dal 1949; tra questi Sergio Cicognani, Isler Medici, Zelo Molducci, Ines Morigi, Libera Musiani, Romolo Papa, Antonio Rocchi, Giuseppe Salietti, Renato Signorini.
A questa storica raccolta si sono aggiunte numerose altre opere, traduzioni in mosaico da opere di Mimmo Paladino, Giosetta Fioroni, Balthus e Michelangelo Antonioni, Luigi Ontani e Eugenio Carmi, ma anche mosaici realizzati dagli stessi artisti come Emilio Vedova, Marco De Luca, Marco Bravura, Germano Sartelli, Paolo Racagni, Giuliano Babini, Francesca Fabbri, Luca Barberini, Umberto Zanetti, CaCO3, Marco Santi e tanti altri. La collezione, che comprende circa novanta opere, è in continua espansione grazie a lasciti e donazioni. Ad incrementare la raccolta musiva anche le opere vincitrici del Premio GAeM, Giovani Artisti e Mosaico,  concorso istituito nel 2011 nell'ambito della rassegna biennale di mosaico contemporaneo con lo scopo di valorizzare e promuovere le diverse potenzialità espressive del linguaggio musivo.
Nella primavera del 2023 un nuovo allestimento ha reso la Collezione dei Mosaici Moderni e Contemporanei accessibile ad un pubblico più vasto abbattendo le barriere architettoniche e inserendo percorsi tattili per persone ipovedenti e non vedenti.

## Mostre temporanee
Il Museo d'arte della città di Ravenna, oltre all'ormai consolidata attività di valorizzazione e conservazione del patrimonio, promuove e ospita esposizioni temporanee, mostre antologiche, cicli dedicati ai grandi critici e storici dell'arte. A partire dal 2017 uno spazio importante dell'attività espositiva è dedicato alla valorizzazione del mosaico contemporaneo e della fotografia, con mostre di rilevanza internazionale che tuttavia mantengono un collegamento diretto all'identità culturale del territorio.
Dal 2017 il MAR organizza e coordina l'intera programmazione di RavennaMosaico, Biennale di mosaico contemporaneo.
| Titolo | Inizio            | Fine             |
| --- | ----------------- | ---------------- |
| Sebastião Salgado. Exodus – Umanità in cammino                                                                  | 22 marzo 2024     | 2 giugno 2024    |
| BURRIRAVENNAORO                                                                                                 | 13 ottobre 2023   | 14 gennaio 2024  |
| Prodigy Kid. Francesco Cavaliere e Leonardo Pivi                                                                | 8 ottobre 2022    | 8 gennaio 2023   |
| Dante. Gli occhi e la mente/Dante. Un'epopea POP                                                                | 25 settembre 2021 | 9 gennaio 2022   |
| Dante. Gli occhi e la mente/Le Arti al tempo dell’esilio                                                        | 8 maggio 2021     | 11 luglio 2021   |
| Riccardo Zangelmi. Forever young                                                                                | 5 ottobre 2019    | 12 gennaio 2020  |
| Chuck Close. Mosaics                                                                                            | 5 ottobre 2019    | 20 gennaio 2020  |
| ?War is over. Arte e conflitti tra mito e contemporaneità                                                       | 6 ottobre 2018    | 13 gennaio 2019  |
| Alex Maioli. Andante                                                                                            | 15 aprile 2018    | 8 luglio 2018    |
| Montezuma, Fontana, Mirko. La scultura in mosaico dalle origini a oggi                                          | 7 ottobre 2017    | 7 gennaio 2018   |
| La seduzione dell’antico. Da Picasso a Duchamp, da De Chirico a Pistoletto                                      | 21 febbraio 2016  | 26 giugno 2016   |
| Il Bel Paese. L’Italia dal Risorgimento alla Grande Guerra, dai Macchiaioli ai Futuristi                        | 22 febbraio 2015  | 14 giugno 2015   |
| Guido Guidi. Veramente                                                                                          | 12 ottobre 2014   | 11 gennaio 2015  |
| L’incanto dell’affresco. Da Pompei a Giotto, da Correggio a Tiepolo                                             | 16 febbraio 2014  | 15 giugno 2014   |
| Valerio Adami                                                                                                   | 13 ottobre 2013   | 8 dicembre 2013  |
| Borderline. Artisti tra normalità e follia Da Bosch a Dalì, dall'Art brut a Basquiat                            | 17 febbraio 2013  | 16 giugno 2013   |
| Pablo Echaurren Lasciare il segno. 1969-2011                                                                    | 9 ottobre 2012    | 11 dicembre 2012 |
| Miseria e splendore della Carne. Caravaggio, Courbet, Giacometti, Bacon... Testori e la grande pittura europea  | 19 febbraio 2012  | 17 giugno 2012   |
| L’Italia s’è desta 1945-1953.Arte in Italia nel secondo dopoguerra, da De Chirico a Guttuso, da Fontana a Burri | 13 febbraio 2011  | 26 giugno 2011   |
| I Preraffaelliti e il sogno del '400 Italiano. Da Beato Angelico a Perugino, da Rossetti a Burne-Jones          | 28 febbraio 2010  | 6 giugno 2010    |
| Eugenio Carmi. Armonie dell’invisibile. La bellezza immaginaria (opere 1948- 2009)                              | 28 agosto 2009    | 25 ottobre 2009  |
| L'Artista viaggiatore da Gauguin a Klee, da Matisse a Ontani                                                    | 22 febbraio 2009  | 21 giugno 2009   |
| Gli enigmi di un dipinto. Da Nicolò Rondinelli a Baldassarre Carrari                                            | 30 novembre 2008  | 25 gennaio 2009  |
| La cura del bello. Musei, storie, paesaggi. Per Corrado Ricci                                                   | 9 marzo 2008      | 22 giugno 2008   |
| Luca Longhi una Bottega del ‘500 a Ravenna                                                                      | 14 ottobre 2007   | 6 gennaio 2008   |
| Felice Casorati. Dipingere il silenzio                                                                          | 1 aprile 2007     | 15 luglio 2007   |
| Domenico Baccarini. Una meteora del primo ‘900                                                                  | 25 febbraio 2007  | 3 giugno 2007    |
| Francesco Arcangeli. Dal Romanticismo all’Informale                                                             | 19 marzo 2006     | 23 luglio 2006   |
| Mimmo Paladino in Scena                                                                                         | 20 marzo 2005     | 17 luglio 2005   |
| Alberto Giacometti                                                                                              | 10 ottobre 2004   | 20 febbraio 2005 |
| La grande stagione dell’acquerello inglese da Turner a Burne – Jones                                            | 20 marzo 2004     | 27 giugno 2004   |
| MONDINO ALDOlogica                                                                                              | 16 novembre 2003  | 20 febbraio 2004 |
| Da Renoir a de Staël. Roberto Longhi e il moderno                                                               | 22 febbraio 2003  | 30 giugno 2003   |

## Didattica
La sezione didattica del MAR offre l'opportunità di accostarsi al patrimonio e di entrare a far parte del processo creativo che sta all'origine di un'opera d'arte, facendo conoscere il museo come luogo di formazione, confronto e sperimentazione. Dagli atelier per i più piccoli ai percorsi di visita guidata per adulti, vengono sviluppati percorsi tematici secondo diverse esigenze di approfondimento, con una programmazione sempre più incentrata sui temi dell'accessibilità e dell'interculturalità.
Obiettivo principale della sezione didattica del MAR è quello di promuovere la conoscenza delle Collezioni permanenti del museo e di avvicinare il pubblico agli eventi espositivi temporanei, attraverso visite guidate animate ed esperienze di atelier che si pongono in un'ottica inclusiva e partecipativa di fruizione e valorizzazione del patrimonio.
Numerosi sono i percorsi tematici pensati per i diversi cicli scolastici, progettati in maniera integrata rispetto al percorso formativo.
Alle famiglie è dedicato l'appuntamento "Genitori & bambini", durante il quale genitori e figli possono collaborare alla realizzazione di un'opera d'arte che trae ispirazione da una di quelle esposte, sotto la guida di un operatore esperto.
Per gli adulti sono invece disponibili i classici appuntamenti di visita guidata.